# Loch Goil
Loch Goil is een zeeloch in Argyll and Bute in de Schotse Hooglanden. De loch is een zijtak van Loch Long en loopt tot aan de Arrochar Alps. Loch Long is onderdeel van de kust van het schiereiland Cowal en ligt volledig in het nationaal park Loch Lomond en de Trossachs.
Aan het uiteinde van Loch Goil ligt de plaats Lochgoilhead. Op slechts een uur van de Erskine Bridge, de luchthaven van Glasgow, de M8 en Glasgow. Het dorp is bereikbaar vanaf de Rest & Be Thankful-pas via een 10 km lange enkelbaansweg. Het gebied wordt omringd door heuvels en bergen, met uitzicht op het loch en een scala aan accommodatie, vrijetijdsactiviteiten en entertainment. Carrick Castle ligt aan de westkust, 6,4 km ten zuiden van Lochgoilhead.
Het landschap bij Loch Goil toont zijn afgelegenheid en Highland grandeur met de Arrochar Alpen rondom met naaldbomen in de Schotse Hooglanden.
Loch Goil wordt gebruikt voor oefeningen door Trident-onderzeeërs van HMNB Clyde in Faslane.
In 2014 werd Loch Goil uitgeroepen tot Nature Conservation Marine Protected Area (NCMPA).